# أندي ستيفنز
أندي ستيفنز (1 أغسطس 1901 بإنجلترا في المملكة المتحدة - 27 يوليو 1968 بتورونتو في المملكة المتحدة) هو لاعب كرة قدم كندي في مركز الهجوم. لعب مع نيو بيدفورد ويلرز ونيويورك جاينتس ونيويورك ناشيونالز وBoston Soccer Club ‏ وBridgeport Hungaria ‏ وPullman F.C. ‏.